# Joseph Thonissen
Jean Joseph Thonissen (Hasselt, 10 januari 1816 - Leuven, 17 augustus 1891) was een Belgisch rechtsgeleerde, volksvertegenwoordiger en minister voor de Katholieke Partij.

## Biografie
Thonissen was de zoon van uurwerkmaker Pierre Thonissen en Anna Ponnet. Hij trouwde met Ida-Louisa Nagels.
Na lagere school in Hasselt en middelbare school in Rolduc promoveerde hij tot doctor in de rechten (1838) aan de Universiteit Luik, studies die hij aanvulde aan de École de droit in Parijs.
Vanaf 1840 was hij advocaat-pleitbezorger in Hasselt, tot in 1845. Hij begon toen aan een loopbaan in de magistratuur als substituut van de procureur des Konings in Hasselt. Maar na enkele maanden werd hij benoemd tot arrondissementscommissaris van Hasselt, een functie waar de nieuw aangetreden regeringsleider Charles Rogier in 1847 brutaal een einde stelde.
Thonissen keerde naar het recht terug. Hij werd hoogleraar benoemd aan de Katholieke Universiteit Leuven, waar hij doceerde tot in 1884. In 1860 schreef hij zich ook in aan de balie van Leuven. Hij werd stafhouder in 1877-1878 en 1884-1885. Hij bleef advocaat tot aan zijn dood. Hij ontwikkelde zich tot een internationaal erkende autoriteit op het gebied van het strafrecht. Hij was een voorstander van de afschaffing van de doodstraf en nadat hij hierover een veel gelezen boekje publiceerde werd geen enkele doodstraf meer uitgevoerd, ook al bleef de mogelijkheid hiertoe in het strafrecht ingeschreven.
Thonissen was onder meer:
- lid van het wetenschappelijk en literair genootschap van Limburg,
- lid van de Koninklijke Academie voor Archeologie,
- lid van de Koninklijke Academie van België (1864), directeur van de Klasse der Letteren (1873), voorzitter van de Academie (1873),
- lid van het Institut de France,
- bestuurder van de Koninklijke Bibliotheek.

### Politieke loopbaan

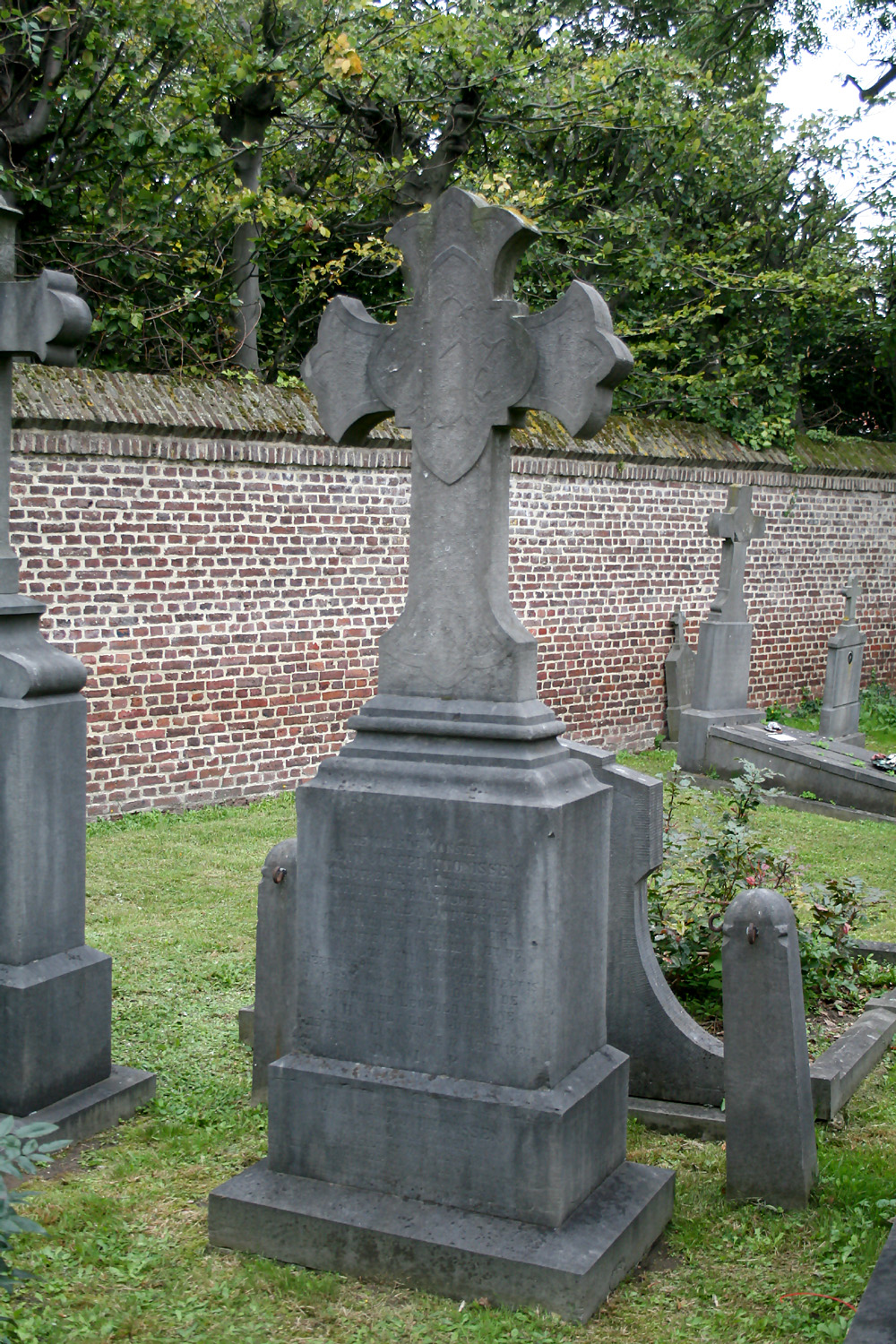
Graf (Oud Kerkhof, Hasselt)

Thonissen werd verkozen tot gemeenteraadslid van Hasselt (1848-1850) en tot provincieraadslid van Limburg (1848-1850). Hij zegde toen vaarwel aan de politiek, om zich uitsluitend aan het recht te wijden.
Er werd echter aangedrongen en hij aanvaardde om zich in 1863 te laten verkiezen tot katholiek volksvertegenwoordiger voor het arrondissement Hasselt, een mandaat dat hij zou vervullen tot in juni 1890.
Van 1884 tot 1887 was Thonissen minister van Binnenlandse Zaken en van Onderwijs in de homogeen katholieke regering van August Beernaert. Een wankele gezondheid verplichtte hem tot ontslag.
In mei 1888 werd hij getroffen door een longbloeding en werden hem de laatste sacramenten toegediend. Op 24 mei 1888 las hij in zijn krant dat hij overleden was. Vals bericht, aangezien hij pas drie jaar later zou overlijden.

## Eerbetoon
- In 1884 werd Thonissen benoemd tot minister van Staat.
- De Thonissenlaan in Hasselt is naar hem genoemd.

## Publicaties (selectie)
- Complément du code pénal, ou recueil complet des lois, décrets, arrêtés, et réglements généraux, 3 vol., Hasselt, Milis, 1846-1855.
- La Belgique sous le règne de Léopold Ier. Études d'histoire contemporaine, 1861.
- La Constitution belge annotée, offrant, sous chaque article, l'état de la doctrine, de la jurisprudence et de la législation, Hasselt, Milis, 1844.
- Le socialisme et ses promesses,  1850.
- Le socialisme depuis l'antiquité jusqu'à la Constitution française du 14 janvier 1852, Leuven, Vanlinthout, 1852.
- Vie du comte Félix de Mérode, Leuven, Fonteyn, 1861.
- Vie du comte Ferdinand de Meeûs, Leuven, Peeters, 1863.
- De la prétendue nécessité de la peine de mort, Leuven, Peeters, 1864.
- Études sur l'histoire du droit criminel chez les peuples anciens, 2 vol., Parijs, A. Durand & Pedone Lauriel, 1869.
- Le droit pénal de la république athénienne précédé d'une étude sur le droit criminel de la Grèce légendaire, Brussel, Bruylant, 1875.
- L'organisation judiciaire, le droit pénal et la procédure pénale de la loi salique, précédés d'une étude sur toutes les classes de la population mentionnées dans le texte de cette loi, Brussel, Hayez, 1882.